# رايموند بارتليت ستيفنز
رايموند بارتليت ستيفنز (بالإنجليزية: Raymond Bartlett Stevens)‏ هو محامي وسياسي أمريكي، ولد في 18 يونيو 1874 في بينغامتون في الولايات المتحدة، وتوفي في 18 مايو 1942 في إنديانابوليس في الولايات المتحدة. حزبياً، نشط في الحزب الديمقراطي. وقد انتخب عضو مجلس النواب الأمريكي.